# Bifora testiculata
Bifora testiculata es una especie de planta herbácea perteneciente a la familia de las apiáceas. Originario de la región mediterránea y Norte de América. como otras plantas vegetales, su origen en nuestra región está probablemente ligado a la expansión de la agricultura (arqueófitos). 

## Descripción
B. testiculata es una hierba anual con raíz de olor fétido, el tallo alcanza los 10-40(70) cm, débilmente surcado. Las hojas basales 1-2 pinnatisectas, con divisiones de último orden de 1-2 mm de anchura, mucronados; las caulinares bipinnatisectas con lóbulos lineares de (0,5)0,7-1 mm de anchura. Umbelas con 0-1 bráctea linear y 1-3(4) radios desiguales, de 1-3(7) cm. Umbélulas con 0-2(3) brácteas lineares y 1-2(3) flores, por lo general fértiles y hermafroditas, sobre pedicelos de 3-5(7) mm. Los pétalos de 0,75-1 mm, homogéneos en toda la inflorescencia. Estilos 0,1-0,2 mm, recurvados, de longitud similar a la del estilopodio. Frutos de 2-3,5 x 4-7 mm, muy rugosos, de base cordada y ápice cónico; mericarpos ligeramente más largos que anchos y con orificios de 1-1,5 mm en la cara comisural.
Antigua mala hierba de cultivos que ahora es muy difícil de encontrar y que se distingue de su congénere Bifora radians por presentar 1-2(3) radios en la umbela (5-7 en la otra especie) y segmentos foliares de las hojas caulinares lineares y no filiformes. 

## Distribución
Se distribuye por la región mediterránea: hasta Uzbekistán, Irán, Irak, Siria, Arabia Saudita, Cáucaso, Norte de África y por el sur de Europa; todavía está presente en muchas provincias españolas pero cada vez es más rara.

## Hábitat
Se encuentra en campos de cultivo de cereal en secano y sus márgenes, caminos, eriales y otros lugares abiertos en ambiente seco y soleado. Prefiere principalmente los sustratos básicos en alturas de 200- 900 ( 1650 ) metros.

## Citología
Número de cromosomas de Bifora testiculata (Fam. Umbelliferae) y táxones infraespecíficos = Bifora testiculata (L.) Roth
 n=11.

## Sinonimia
- Bifora dicocca Hoffm.
- Bifora flosculosa M.Bieb.
- Coriandrum testiculatum L.[2]
- Anidrum didymum Raf. [1840, Good Book : 59]
- Bifora testicularis Bubani [1899, Fl. Pyr., 2 : 417] [nom. illeg.]
- Atrema testiculatum (L.) Miq. [1829, Fl. Ind. Batav., 1 : tab. 744]
- Anidrum testiculatum (L.) Kuntze[3]

## Nombre común
- Castellano: cilantro menor, culantro, culantro real, semillavana, semilla vana.[2]